# Anna Svanhildur Björnsdóttir
Œuvres principales
- Mens solen stadig er fremme / Meðan sól er enn á lofti, 2003

Anna Svanhildur Björnsdóttir (née le 30 novembre 1948 à Reykjavik) est une poétesse islandaise.

## Biographie
Anna Björnsdóttir a grandi à Reykjavik au sein d'une fratrie de 4 enfants. Elle obtient un diplôme de professeur des écoles en 1969 et part enseigner à Hólmavík dans le nord de l'Islande pendant deux ans avec son premier mari. Elle part ensuite enseigner accompagnée de ses deux fils à Snæfellsnes pendant un an, à la suite de son divorce, avant de poursuivre sa carrière à Reykjavik où elle s'est remariée à Einar Aðalsteinsson avec qui elle a eu deux enfants.
Anna Björnsdóttir vit maintenant à Reykjavik. Son mari est décédé en 1998.

## Œuvres
Anna Björnsdóttir a commencé à écrire en 1985 et a contribué à de nombreuses revues avant de publier son premier recueil en 1988. Elle a été traduite dans plusieurs langues dont l'allemand, l'anglais, le danois, le français et le suédois.
Le travail d'Anna Björnsdóttir a été primé en Islande à plusieurs reprises. L'auteure fait partie de l'association des écrivains islandais depuis 1991 et fait partie du groupe de poètes Ritlistarhópur Kópavogs.

### Recueils publiés en Islande
- Örugglega ég (Tout moi), 1988 ;
- Mens solen stadig er fremme / Meðan sól er enn á lofti (Tant que le soleil brille), Reykjavik, Salka, 2003 (publication bilingue danois/islandais).

### Œuvres publiées en français
- Rencontre, in Planète des Arts n° 4, Biscarrosse, Óskráð, 1996 ;
- Sur la côte, in Planète des Arts n° 5, Biscarrosse, Óskráð, 2002 (trad. de l'islandais par Þór Stefánsson et Lucie Albertini) ;
- Sur la côte, Au printemps, Proximité, Accord et Toucher, in 25 poètes islandais d´aujourd´hui, Écrits des Forges / Le Temps des Cerises, Trois-Rivières, Québec, 2004 (trad. de l'islandais par Þór Stefánsson et Lucie Albertini)  (ISBN 9782890468429).